# Fan of a Fan
Fan of a Fan es el segundo mixtape cantante estadounidense de R&B Chris Brown  con Tyga e incluso Kevin McCall.

## Listado de canciones
| N.º   | Título                                                    | Producer(s)                          | Duración |  |
| 1.    | «Intro» (Chris Brown & Tyga)                              | Kevin McCall                         | 0:39     |  |
| 2.    | «What They Want» (Chris Brown & Tyga)                     | Kevin McCall                         | 3:11     |  |
| 3.    | «Drop Top Girl» (Chris Brown & Tyga)                      | Kevin McCall                         | 2:36     |  |
| 4.    | «Deuces» (Chris Brown featuring Tyga & Kevin McCall)      | Kevin McCall                         | 4:35     |  |
| 5.    | «No Bullshit» (Chris Brown)                               | Tha Bizness                          | 4:06     |  |
| 6.    | «48 Bar Rap» (Chris Brown)                                | Jahlil Beats                         | 2:32     |  |
| 7.    | «Ballin'» (Chris Brown & Tyga featuring Kevin McCall)     | Kevin McCall                         | 3:34     |  |
| 8.    | «Middle Talking» (Chris Brown & Tyga)                     | Kevin McCall                         | 0:23     |  |
| 9.    | «Ain't Thinkin' Bout You» (Chris Brown featuring Bow Wow) | Kevin McCall                         | 3:54     |  |
| 10.   | «Like a Virgin Again» (Chris Brown & Tyga)                | Kevin McCall                         | 3:35     |  |
| 11.   | «Have It» (Chris Brown & Tyga featuring Kevin McCall)     | Kevin McCall                         | 4:01     |  |
| 12.   | «Number One» (Chris Brown featuring Kevin McCall)         | Kevin McCall                         | 3:43     |  |
| 13.   | «Make Love» (Chris Brown & Tyga)                          | Kevin McCall                         | 3:43     |  |
| 14.   | «I'm So Raw» (Tyga)                                       | Kanye West, No I.D., Mike Dean (co.) | 1:57     |  |
| 15.   | «I'm on It» (Tyga featuring Lil Wayne)                    | Calvo da Gr8                         | 2:54     |  |
| 16.   | «Movin' 2 Fast» (Tyga)                                    | K.E. On tha Track                    | 3:29     |  |
| 17.   | «Regular Girl» (Chris Brown & Tyga)                       |                                      | 3:30     |  |
| 18.   | «Outro Talking»                                           |                                      | 0:42     |  |
| 19.   | «G Shit» (Chris Brown & Tyga) (Bonus track)               | Jahlil Beats, Ca$hous Clay           | 4:01     |  |
| 20.   | «Holla At Me» (Chris Brown & Tyga) (Bonus track)          | Jahlil Beats                         | 3:13     |  |
| 55:01 |                                                           |                                      |          |  |

- Datos: Q1333362